# En Acústico
Íntimo es una gira de la cantante mexicana Julieta Venegas donde presenta en un show íntimo, canciones nuevas, además de interpretar las ya conocidas en distinto formato, y de otros artistas que ella admira.

## Fechas
| Gira "Íntimo"           |                  |           |                                              |
| Fecha                   | Ciudad           | País      | Lugar                                        |
| América del Sur         |                  |           |                                              |
| 16 de enero de 2019     | Santa Teresita   | Argentina | Festival Rockearte                           |
| 2 de marzo de 2019      | Bariloche        | Argentina | Camping Musical de Bariloche                 |
| 3 de marzo de 2019      | Bariloche        | Argentina | Camping Musical de Bariloche                 |
| Europa                  |                  |           |                                              |
| 10 de mayo de 2019      | Barcelona        | España    | Centro de Cultura Contemporánea de Barcelona |
| 12 de mayo de 2019      | Zaragoza         | España    | Sala López                                   |
| 13 de mayo de 2019      | Puigcerdá        | España    | L'Avalanche                                  |
| 14 de mayo de 2019      | Barcelona        | España    | Sala Luz de Gas                              |
| 16 de mayo de 2019      | Madrid           | España    | Café Berlín                                  |
| 17 de mayo de 2019      | Madrid           | España    | Café Berlín                                  |
| 18 de mayo de 2019      | Bilbao           | España    | Sala BBK                                     |
| América del Sur         |                  |           |                                              |
| 7 de junio de 2019      | Mercedes         | Uruguay   | Teatro 28 de Febrero                         |
| 8 de junio de 2019      | Paysandú         | Uruguay   | Teatro Florencio Sánchez                     |
| 9 de junio de 2019      | Salto            | Uruguay   | Teatro Larrañaga                             |
| 13 de junio de 2019     | Florida          | Uruguay   | Teatro 25 de agosto                          |
| 14 de junio de 2019     | Carmelo          | Uruguay   | Teatro Uamá                                  |
| 15 de junio de 2019     | San José         | Uruguay   | Teatro Macció                                |
| 21 de junio de 2019     | San Carlos       | Uruguay   | Teatro Unión                                 |
| 22 de junio de 2019     | Minas            | Uruguay   | Teatro Lavalleja                             |
| 23 de junio de 2019     | Treinta y Tres   | Uruguay   | Teatro Municipal                             |
| 7 de diciembre de 2019  | Montevideo       | Uruguay   | Teatro Solís                                 |
| 27 de diciembre de 2019 | Buenos Aires     | Argentina | ND Teatro                                    |
| 28 de diciembre de 2019 | Buenos Aires     | Argentina | ND Teatro                                    |
| América del Norte       |                  |           |                                              |
| 7 de febrero de 2020    | Monterrey        | México    | Showcenter Complex                           |
| 14 de febrero de 2020   | Ciudad de México | México    | Teatro de la Ciudad Esperanza Iris           |
| 15 de febrero de 2020   | Ciudad de México | México    | Teatro de la Ciudad Esperanza Iris           |
| 16 de febrero de 2020   | Tuxtla Gutiérrez | México    |                                              |
| 20 de febrero de 2020   | León             | México    | Foro del Lago                                |
| 21 de febrero de 2020   | Guadalajara      | México    | Teatro Galerías                              |
| 22 de febrero de 2020   | Tijuana          | México    | Centro Cultural Tijuana                      |
| 27 de febrero de 2020   | Querétaro        | México    | Teatro Metropolitano                         |
| 28 de febrero de 2020   | Puebla           | México    | Auditorio de La Reforma                      |
| 29 de febrero de 2020   | Oaxaca           | México    | Teatro Macedonio Alcalá                      |